# Deep Silent Complete
Deep Silent Complete е името на единствения сингъл от албума Wishmaster на финландската метъл група Nightwish. Песента е посветена на океаните.

## Песни
- 1. Deep Silent Complete
- 2. Sleepwalker (неиздавана песен)